# Miss Nevada USA
Miss Nevada USA, est un concours de beauté féminin, pour les jeunes femmes âgées de 16 à 27 ans, habitants l’État du Nevada, dont la gagnante participe à l'élection de Miss USA.
Nia Sanchez est la première Miss Nevada USA à avoir remporté le titre de Miss USA en 2014.

## Lauréates
| Année | Nom                           | Domicile        | Âge1 | Classement                          | Prix spéciaux      | Notes                                                                         |
| ----- | ----------------------------- | --------------- | ---- | ----------------------------------- | ------------------ | ----------------------------------------------------------------------------- |
| 2025  | Mary Sickler                  | Las Vegas       | 23   |                                     |                    |                                                                               |
| 2024  | Najah Ali                     | Las Vegas       | 23   | Top 20                              |                    |                                                                               |
| 2023  | Josie Stephens                | Fallon          | 27   | Top 20                              |                    |                                                                               |
| 2022  | Summer Keffeler               | Paradise        | 21   |                                     |                    | Participation de Miss Washington Teen USA 2018                                |
| 2021  | Kataluna Enriquez             | Silver States   | 27   |                                     |                    | Première femme ouvertement transgenre à concourir à Miss USA                  |
| 2020  | Victoria Olona                | Las Vegas       | 27   | Top 16                              | Fan Vote Winner    |                                                                               |
| 2019  | Tianna Tuamoheloa             | Las Vegas       | 26   | Top 5                               |                    |                                                                               |
| 2018  | Carolina Urrea                | Paradise        | 23   | 2e dauphine                         |                    |                                                                               |
| 2017  | Lauren York                   | North Las Vegas | 23   |                                     |                    |                                                                               |
| 2016  | Emelina Adams                 | Las Vegas       | 24   |                                     |                    |                                                                               |
| 2015  | Brittany McGowan              | Las Vegas       | 25   | 3e dauphine                         |                    |                                                                               |
| 2014  | Nia Sanchez                   | Las Vegas       | 24   | Miss USA 2014                       |                    | 1re dauphine de Miss Univers 2014                                             |
| 2013  | Chelsea Caswell               | Summerlin       | 23   | Top 10                              |                    |                                                                               |
| 2012  | Jade Kelsall                  | Las Vegas       | 26   | 3e dauphine                         |                    |                                                                               |
| 2011  | Sarah Chapman                 | Henderson       | 27   |                                     |                    | Sœur de Miss California USA 2004- Ellen Chapman                               |
| 2010  | Julianna Erdesz               | Reno            | 25   |                                     |                    | Participation à Miss Nevada 2008                                              |
| 2009  | Georgina Vaughan              | Las Vegas       | 20   |                                     |                    | Participation de Miss Nevada Teen USA 2006.                                   |
| 2008  | Veronica Grabowski            | Henderson       | 23   |                                     |                    |                                                                               |
| 2007  | Helen Salas                   | Las Vegas       | 21   | 4e dauphine                         |                    | Participation de Miss Nevada Teen USA 2004, 2e dauphine de Miss Teen USA 2004 |
| 2007  | Katherine (Katie) Nicole Rees | St. Petersburg  | 22   |                                     |                    |                                                                               |
| 2006  | Lauren Scyphers               | Gardnerville    | 20   | Demi-finaliste                      |                    |                                                                               |
| 2005  | Shivonn Geeb                  |                 | 25   |                                     |                    |                                                                               |
| 2005  | Sloan Bailey                  |                 |      |                                     |                    |                                                                               |
| 2004  | Victoria Franklin             | Las Vegas       | 23   |                                     |                    | Participation de Miss Nevada Teen USA 1998, 2e dauphine de Miss Teen USA 1998 |
| 2003  | Ashley Huff                   | Henderson       | 22   |                                     |                    | Participation à Miss Nevada 2001                                              |
| 2002  | Jenny Valdez                  |                 |      |                                     |                    | Candidate à National Sweetheart 2000 & 2001                                   |
| 2001  | Gina Giacinto                 |                 | 26   | 3e dauphine                         |                    | Participation à Miss Nevada 1999                                              |
| 2000  | Alicia Carnes                 |                 |      |                                     |                    | Participation à Miss Nevada Teen USA 1995                                     |
| 1999  | Shaynee Smith                 |                 | 23   |                                     |                    |                                                                               |
| 1998  | Tammie Rankin                 |                 |      |                                     |                    | Participation à Miss Nevada Teen USA 1993                                     |
| 1997  | Ninya Perna                   | Green Valley    | 23   |                                     |                    |                                                                               |
| 1996  | Alisa Castillo                |                 | 23   |                                     |                    |                                                                               |
| 1995  | Brook Hammond                 | Las Vegas       |      |                                     |                    | Participation à Miss Nevada Teen USA 1991                                     |
| 1994  | Angela Lambert                |                 |      |                                     |                    |                                                                               |
| 1993  | Alexis Oliver                 |                 |      |                                     |                    |                                                                               |
| 1992  | Alesia Prentiss               |                 |      |                                     | Miss Congeniality  |                                                                               |
| 1991  | Jodi Jensen                   |                 |      |                                     |                    |                                                                               |
| 1990  | Michele Yegge                 |                 |      |                                     |                    |                                                                               |
| 1989  | Janu Tornell                  |                 |      |                                     |                    | Concurrente de Survivor: Palau                                                |
| 1988  | Lagracella Omran              |                 |      |                                     | Best State Costume |                                                                               |
| 1987  | Tammy Perkins                 | Las Vegas       | 21   | Demi-finaliste, Finie à la 8e place |                    |                                                                               |
| 1986  | LeAnna Grant                  | Las Vegas       |      |                                     |                    | Participation à Miss Nevada 1984                                              |
| 1985  | Alicia (Berger) Jacobs        | Las Vegas       |      |                                     |                    | Invitée de Access Hollywood, juge du concours Miss USA 2009                   |
| 1984  | Donna Lee McNeil              | Las Vegas       |      |                                     |                    |                                                                               |
| 1983  | Christa Lane Daniel           | Las Vegas       |      | Demi-finaliste, finie à la 7e place |                    |                                                                               |
| 1982  | Andrea Pennington             | Las Vegas       |      |                                     |                    |                                                                               |
| 1981  | Mary Lebsock                  | Las Vegas       |      |                                     |                    |                                                                               |
| 1980  | Kimberlee Guider              | Las Vegas       | 17   |                                     |                    |                                                                               |
| 1979  | Aleasha Magleby               | Las Vegas       |      |                                     |                    |                                                                               |
| 1978  | Dawn Jameson                  |                 |      |                                     |                    |                                                                               |
| 1977  | Mary O'Neal Contino           | Las Vegas       | 19   | 1re dauphine                        |                    | Rôle principale dans la série télévisée Chuck Finn                            |
| 1976  | Janice Carrell                |                 |      |                                     |                    | représentante de l'état du Nevada à Miss Monde USA 1975                       |
| 1975  | Madonna Allison               | Las Vegas       |      |                                     |                    |                                                                               |
| 1974  | Linda Dryden                  |                 |      | Demi-finaliste                      |                    |                                                                               |
| 1973  | Laura Fritz                   | Las Vegas       |      |                                     |                    |                                                                               |
| 1972  | Tracey Lynn Whitney           |                 |      |                                     |                    |                                                                               |
| 1971  | Anita Laurie                  |                 |      |                                     |                    |                                                                               |
| 1970  | Sheri Schruhl                 | Las Vegas       | 19   | 2e dauphine                         |                    |                                                                               |
| 1969  | Karen Esslinger               |                 |      | Demi-finaliste                      |                    |                                                                               |
| 1968  | Kathy Landry                  |                 |      | 2e dauphine                         |                    |                                                                               |
| 1967  | Jacqueline Moore              |                 |      | Demi-finaliste                      |                    |                                                                               |
| 1966  | Mary Martin                   |                 |      |                                     |                    |                                                                               |
| 1965  | Denyse Turner                 |                 |      | Demi-finaliste                      |                    |                                                                               |
| 1965  | Bunny Baxter                  |                 |      |                                     |                    |                                                                               |
| 1964  | Pamela Diane Morris           |                 |      |                                     |                    |                                                                               |
| 1963  | Kathee Francis                |                 |      | Demi-finaliste                      |                    |                                                                               |
| 1962  | Janet Hadland                 |                 |      | 4e dauphine                         |                    |                                                                               |
| 1961  | Karen Weller                  |                 |      | 2e dauphine                         |                    |                                                                               |
| 1960  | Pas de concours               |                 |      |                                     |                    |                                                                               |
| 1959  | Joy Blaine                    |                 |      | Demi-finaliste                      |                    |                                                                               |
| 1958  | Terry Lee Jeffers             |                 |      |                                     |                    |                                                                               |
| 1957  | Joan Adams                    |                 |      | 2e dauphine                         |                    |                                                                               |
| 1956  | Marley Sanderson              |                 |      |                                     |                    |                                                                               |
| 1955  | Pas de concours               |                 |      |                                     |                    |                                                                               |
| 1954  | Mary Jane Arnold              |                 |      |                                     |                    |                                                                               |
| 1953  | Earlene Whitt                 |                 |      | Demi-finaliste                      |                    |                                                                               |
| 1952  | Barbara Jean Clark            |                 |      |                                     |                    |                                                                               |